# Nacho Barbero
José Ignacio „Nacho“ Barbero (* 15. Februar 1982 in Buenos Aires) ist ein professioneller argentinischer Pokerspieler.
Barbero hat sich mit Poker bei Live-Turnieren mehr als 17 Millionen US-Dollar erspielt und ist damit der erfolgreichste südamerikanische Pokerspieler. Er gewann 2010 das High Roller der European Poker Tour und 2022 ein Bracelet bei der World Series of Poker. Darüber hinaus ist der Argentinier mit drei Titeln Rekordsieger beim Main Event der Latin American Poker Tour und stand im Jahr 2023 als erster Südamerikaner an der Spitze der Pokerweltrangliste.

## Persönliches
Barbero stammt aus und lebt in Buenos Aires. Er spielte vor seiner Pokerkarriere Magic: The Gathering und schaffte es bei diesem Sammelkartenspiel bis ins argentinische Nationalteam sowie zum nationalen Meistertitel.

## Pokerkarriere

### Werdegang
Barbero lernte bei einem Magic-Turnier das Pokerspiel und zahlte anschließend Geld bei einem Onlinepokerraum ein. Derzeit spielt er auf der Plattform PokerStars unter dem Nickname PokerLoans1 und nutzt bei GGPoker seinen echten Namen. Live begann Barbero mit Cash Games in Argentinien, ehe er zu Turnierpoker wechselte.
Seine erste Geldplatzierung bei einem Live-Turnier erzielte Barbero Mitte Juli 2005 in Paris. Dort gewann er im Aviation Club de France auch sogleich sein erstes Turnier, das mit knapp 20.000 Euro dotiert war. Im Juli 2006 war der Argentinier erstmals bei der World Series of Poker (WSOP) im Rio All-Suite Hotel and Casino in Paradise am Las Vegas Strip erfolgreich und kam bei zwei Turnieren der Variante No Limit Hold’em in die Geldränge. Beim PokerStars Caribbean Adventure auf den Bahamas entschied der Argentinier im Januar 2009 ein Side-Event für sich und erhielt aufgrund eines Deals mit zwei anderen Spielern knapp 75.000 US-Dollar. Ende Februar 2010 gewann er in Punta del Este das Main Event der Latin American Poker Tour (LAPT) mit einem Hauptpreis von rund 280.000 US-Dollar. Diesen Erfolg wiederholte Barbero Anfang Juni 2010 in Lima, sicherte sich 250.000 US-Dollar und wurde zum bislang einzigen Spieler der LAPT-Geschichte, der zwei Main Events in Folge gewann. Bei der European Poker Tour in London setzte er sich im Oktober 2010 beim High Roller durch und erhielt eine Siegprämie von 556.000 Britischen Pfund, die zu diesem Zeitpunkt rund 870.000 US-Dollar entsprach. Mitte November 2011 wurde der Argentinier beim Main Event der Conrad Poker Tour in Punta del Este Zweiter, was ihm knapp 230.000 US-Dollar einbrachte. Im November 2012 in Lima, im März 2013 in Viña del Mar sowie im März 2015 erneut in Viña del Mar saß er drei weitere Male am Finaltisch des LAPT-Main-Events. Seinen dritten Titel bei dieser Turnierserie gewann Barbero jedoch erst Anfang Dezember 2016 in São Paulo und machte sich damit zum LAPT-Rekordsieger. Mitte Januar 2017 erreichte er beim High Roller der PokerStars Championship auf den Bahamas den Finaltisch und erhielt als Sechster knapp 210.000 US-Dollar. Im Venetian Resort Hotel am Las Vegas Strip belegte der Argentinier im Juli 2021 beim Main Event der World Poker Tour den mit rund 115.000 US-Dollar dotierten achten Rang. Bei der WSOP 2022, die erstmals im Bally’s Las Vegas und Paris Las Vegas ausgespielt wurde, entschied er das Super Turbo Bounty für sich und wurde mit knapp 600.000 US-Dollar sowie einem Bracelet prämiert. Anfang Februar 2023 startete Barbero als Chipleader in den Finaltisch der PokerStars Players Championship auf den Bahamas und wurde Vierter, wodurch er sich mehr als 1,5 Millionen US-Dollar sicherte. Bei der Triton Poker Series in Hội An gewann er im März 2023 ein Event mit einem Hauptpreis von 600.000 US-Dollar und belegte wenige Tage später einen zweiten Platz, der ihm weitere 460.000 US-Dollar einbrachte. Mitte desselben Monats siegte der Argentinier im Aria Resort & Casino am Las Vegas Strip auch beim dritten Turnier der PGT PLO Series und erhielt 234.000 US-Dollar. Daraufhin setzte er sich zum 22. März 2023 aufgrund seiner in den letzten drei Jahren erzielten Turnierresultate erstmals für 5 Wochen in Serie an die Spitze der Pokerweltrangliste und wurde damit zum ersten Südamerikaner, der diese Liste anführte. Bei der WSOP 2023 durchbrach Barbero die Marke von 10 Millionen US-Dollar an kumulierten Turnierpreisgeldern. Anfang August 2023 belegte er bei der Triton Series in London einen zweiten Platz und erhielt aufgrund eines Deals mit David Yan und Espen Jørstad das meiste Preisgeld von über 3,4 Millionen US-Dollar, das auch die bislang höchste Auszahlung seiner Pokerkarriere darstellt. Beim nächsten Stopp der Turnierserie in Monte-Carlo sicherte sich der Argentinier Ende Oktober 2023 bei einem Turnier nach einem Deal mit Christoph Vogelsang ein Preisgeld von knapp 2,2 Millionen US-Dollar.

### Preisgeldübersicht
Mit erspielten Preisgeldern von über 17 Millionen US-Dollar ist Barbero der erfolgreichste südamerikanische Pokerspieler.
| Jahr   | Preisgeld (in $) | Turniersiege |
| ------ | ---------------- | ------------ |
| 2005   | 56.717           | 1            |
| 2006   | 8.257            | 0            |
| 2007   | 25.101           | 0            |
| 2008   | 100.617          | 0            |
| 2009   | 154.558          | 1            |
| 2010   | 1.543.463        | 4            |
| 2011   | 251.942          | 0            |
| 2012   | 210.861          | 2            |
| 2013   | 276.674          | 0            |
| 2014   | 110.512          | 0            |
| 2015   | 283.236          | 1            |
| 2016   | 182.934          | 1            |
| 2017   | 490.247          | 2            |
| 2018   | 174.586          | 2            |
| 2019   | 463.848          | 2            |
| 2020   | 0                | 0            |
| 2021   | 220.211          | 0            |
| 2022   | 878.995          | 1            |
| 2023   | 11.716.023       | 3            |
| gesamt | 17.148.782       | 20           |